# Siqu (köpinghuvudort i Kina, Guizhou Sheng, lat 28,67, long 108,34)
Siqu (kinesiska: 思渠, 思渠镇) är en köpinghuvudort i Kina. Den ligger i provinsen Guizhou, i den sydvästra delen av landet, omkring 280 kilometer nordost om provinshuvudstaden Guiyang. Antalet invånare är 16 877. Befolkningen består av 8 323 kvinnor och 8 554 män. Barn under 15 år utgör 36 %, vuxna 15-64 år 53 %, och äldre över 65 år 9,0 %.